# Хірбет-Авад
Хірбет-Авад (англ. Khirbet Awad, араб. خربة عواد) — поселення в Сирії, що складає невеличку друзьку общину в нохії Аль-Гарія, яка входить до складу мінтаки Сальхад в південній сирійській мухафазі Ас-Сувейда.